# Iglesia de San Pablo (San Francisco)
La Parroquia de San Pablo es una iglesia parroquial de la Archidiócesis católica de San Francisco. La parroquia está localizada en la ciudad de San Francisco, California, en el 221 de la Calle del Valle y la esquina de Calle de la Iglesia en el barrio de Valle de Noe.

## Historia
La historia de San Pablo se remonta a 1876 cuándo George Shadbourne comunicó su deseo al Arzobispo Joseph Alemany, de tener una nueva parroquia, así como la petición de una ayuda económica, la tierra y los medios para la construcción de una nueva iglesia parroquial. El Arzobispo Alemany aprobó la petición, y en 1880 el edificio de la iglesia y el de la residencia para el sacerdote fueron construidas. Esta primera iglesia sirvió a cerca de 750 familias.
En 1897, el crecimiento poblacional que sufrió la ciudad puso en evidencia la necesidad de construir una nueva Iglesia Parroquial, con una capacidad para 1400 personas de estilo gótico inglés. La construcción tomó 14 años debido a que la paga utilizada para la construcción fue financiada por los mismos feligreses, salvando a la nueva parroquia de incurrir en una deuda debido a su construcción. La iglesia nueva estuvo dedicada el 29 de mayo de 1911 por Arzobispo Patrick Riordan.
La iglesia requirió refuerzo sísmico después del Terremoto de Loma Prieta terremoto del año 1989. En este punto la archidiócesis consideró seriamente cerrar San Pablo debido a los costes potenciales que requeriría  reforzar la iglesia y los edificios adyacentes; esta decisión fue declinada más tarde. La parroquia vendió algunos de los edificios adyacentes y reforzó los edificios restantes, los cuales costaron en su momento unos $8.5 millones.
La Parroquia de San Pablo también ha sido la ubicación elegida para varias película y episodios televisivos durante su larga historia. En una temporada en el 4° episodio de The Streets of San Francisco titulada  ''Requiem para una Asesina'  hay vistas tanto del interior como del exterior de la Iglesia, las cuales fueron usadas en icho episodio. En 1992, la parroquia fue el sitio  de filmación para la película Sister Act una película de comedia, la cual protagonizó Whoopi Goldberg. Mientras que la parroquia fue llamada "Parroquia de Santa Catalina'', el área circundante a la Iglesia fue acondicionada para hacer que el barrio parezca de una comunidad más pobre como el Tenderloin o Bayview.